# Salvatore "Ciaschiteddu" Greco
Salvatore «Ciaschiteddu» Greco (13 de enero de 1923 – 7 de marzo de 1978) era un mafioso y poderoso jefe de la familia mafiosa de Ciaculli, un barrio periférico de Palermo famoso por sus huertos de cítricos, donde nació. Su apodo era «Ciaschiteddu» o «Chichiteddu»,  traducido del siciliano, alternativamente, como «pajarito» o como «jarra pequeña».
«Ciaschiteddu» Greco fue el primer «secretario» de la primera Comisión que se formó en 1958. Esa posición le llegó casi de manera natural, puesto que dirigió uno de los clanes mafiosos más influyentes de la época, que se remontaba a finales del siglo XIX.

## Primeros años
Era hijo de Giuseppe Greco, que fue asesinado durante una sangrienta lucha interna entre las dos facciones del clan mafioso Greco de Ciaculli y Croceverde Giardini en 1946-47. La paz entre las dos facciones rivales del clan Greco se resolvió otorgando los derechos de la finca de Giardini a Salvatore «Ciaschiteddu» Greco y a su primo Salvatore Greco, también conocido como «l'ingegnere» o «Totò il lungo». A pesar de pertenecer a la vieja mafia rural, los primos Greco rápidamente aprendieron a sacar provecho de los beneficios del boom económico de la posguerra involucrándose en el contrabando de cigarrillos y el tráfico de heroína.

## Jefe de la Comisión mafiosa
Salvatore «Ciaschiteddu» Greco estuvo presente en las reuniones entre mafiosos sicilianos y americanos que tuvieron lugar en Palermo entre el 12 y el octubre de 1957, en el hotel Delle Palme en Palermo. Joseph Bonanno, Lucky Luciano, John Bonventre, Frank Garofalo, Santo Sorge y Carmine Galante fueron algunos de los mafiosos americanos presentes en la reunión, mientras que entre el círculo siciliano estaban, aparte de los primos Greco, Angelo La Barbera, Giuseppe Genco Russo, Gaetano Badalamenti, Calcedonio Di Pisa y Tommaso Buscetta.  Uno de los temas en las reuniones fue la organización del tráfico de heroína a los Estados Unidos.
Uno de los resultados de esta reunión fue que la mafia siciliana compuso su primera Comisión y se nombró a «Ciaschiteddu» Greco como «primus interpares».
Según el pentito Tommaso Buscetta, «Ciaschiteddu» Greco estuvo involucrado en el asesinato de Enrico Mattei, el controvertido presidente de la compañía petrolera estatal Ente Nazionale Idrocarburi (ENI) que murió en un misterioso accidente de avión el 27 de octubre de 1962. También con toda probabilidad tuvo algo que ver en la decisión de asesinar al periodista Mauro De Mauro, quien desapareció el 16 de septiembre de 1970, mientras investigaba el caso Mattei a petición del director de cine Francesco Rosi. (La película Il Caso Mattei vería la luz en 1972)

## Primera Guerra de la Mafia
«Ciaschiteddu» Greco fue uno de los protagonistas de una sangrienta guerra mafiosa entre clanes rivales en Palermo a principios de 1960 - conocida como la Primera guerra de la mafia. Una segunda se iniciaría en la década de 1980. La lucha fue sobre el control de las rentables oportunidades provocadas por el rápido crecimiento urbano y el comercio ilícito de heroína en América del Norte. El conflicto fue provocado por una disputa por un cargamento de heroína y por el asesinato de Calcedonio Di Pisa —aliado de los Greco— en diciembre de 1962. Los Greco sospechaban de los hermanos Salvatore y Angelo La Barbera.
El 30 de junio de 1963 un coche bomba colocado por el capo mafioso Michele Cavataio, jefe de la familia de Porta Nova, explotó cerca de la casa de Greco en Ciaculli, matando a siete policías y militares enviados para desactivarla después de una llamada telefónica anónima. La indignación por la Masacre de Ciaculli cambió lo que hasta entonces había sido una guerra entre clanes de la mafia en una guerra contra la mafia. Ello llevó a que aparecieran los primeros indicios de lucha contra la mafia por parte del Estado. La Comisión fue disuelta y muchos de los mafiosos que habían escapado del arresto huyeron al extranjero. "Ciaschiteddu» Greco huyó a Caracas, en Venezuela.
La represión causada por la masacre de Ciaculli trastocó el comercio de la heroína siciliana a los Estados Unidos. Muchos mafiosos fueron arrestados y encarcelados. El control sobre el tráfico cayó en manos de unos pocos fugitivos: los primos Greco, Pietro Davì, Tommaso Buscetta y Gaetano Badalamenti.
El 22 de diciembre de 1968, «Ciaschiteddu» Greco fue condenado in absentia a cuatro años de prisión en el llamado proceso de Catanzaro, consecuencia de la Masacre de Ciaculli. En la apelación fue absuelto. En 1973 recibió el plazo máximo de cinco años de exilio interno a la remota isla de Asinara, pero nunca apareció para cumplir la sentencia.

## En Venezuela
Mientras tanto, en Venezuela, Greco formaba alianzas con la familia criminal Gambino de Nueva York y el clan Cuntrera-Caruana de Siculiana (Agrigento, Sicilia) para facilitar el tráfico de drogas.
Mientras residió en Venezuela, «Ciaschiteddu» Greco siguió siendo una figura importante en el liderazgo interno de la Cosa Nostra, para lo cual viajaba a Italia con regularidad. Estuvo involucrado en las decisiones de restablecer la Comisión de la Mafia en 1970, en la que se debatió  si se deseaba participar en el intento de golpe de Estado del ala neo-fascista de Junio Valerio Borghese para quienes Borghese les había ofrecido amnistía para los miembros encarcelados de la mafia. Cosa Nostra decidió no tomar parte, y el intento se frustró el 8 de diciembre de 1970.
En enero de 1978, el viejo y enfermo «Ciaschiteddu» Greco vino desde Venezuela para tratar de evitar que Gaetano Badalamenti, Giuseppe Di Cristina y Salvatore Inzerillo tomasen represalias contra el creciente poder de los Corleonesi encabezados por Totò Riina. Sus esfuerzos fueron en vano y estas riñas iban a ser el preludio de la Segunda guerra de la mafia.
El 7 de marzo de 1978, «Ciaschiteddu» Greco murió en Caracas (Venezuela) de cirrosis de hígado.